# St Andrew, St Andrewgate

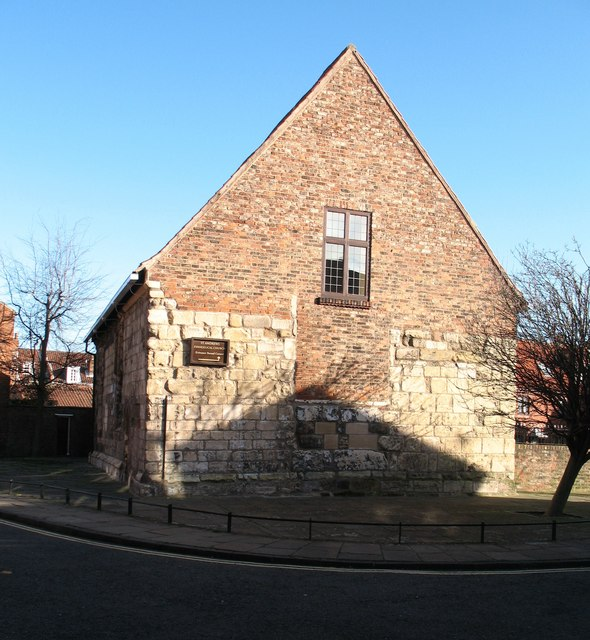
St Andrew, St Andrewgate

Lage von St Andrew, St Andrewgate

Das Gebäude der ehemaligen mittelalterlichen Pfarrkirche St Andrew in der Straße St Andrewgate in York, zur Unterscheidung von St Andrew, Fishergate allgemein kurz als St Andrew, St Andrewgate bezeichnet, stammt hauptsächlich aus dem 14. und 15. Jahrhundert, wurde jedoch zum ersten Mal schon 1194 erwähnt. Das Gebäude ist als Grade II Listed Building geschützt und wird heute von einer Gemeinde der evangelisch-freikirchlichen Brüderbewegung (Christian Brethren) genutzt.

## Lage
St Andrew befindet sich an der Kreuzung der Straßen St Andrewgate und Spen Lane, in einer ehemals heruntergekommenen, in den 1980er Jahren jedoch sanierten Teil von York, östlich von Goodramgate.

## Geschichte
Im Domesday Book wird eine dem Heiligen Andreas geweihte Pfarrkirche erwähnt. Allerdings ist nicht gesichert, ob sich der Eintrag auf St Andrew, St Andrewgate oder auf St Andrew, Fishergate bezieht. St Andrew, St Andrewgate wird im Jahr 1194 erstmals urkundlich erwähnt. Im Zuge der Reformen des Yorker Bischofs Thomas von Bayeux (gestorben 1100), der das Domkapitel des York Minster erheblich erweiterte und diesem Besitz übertrug, soll die Kirche in den Besitz des Domkapitels gelangt sein, als dessen Besitz sie in einer Urkunde von 1194 bestätigt wird. Die heute erhaltenen Gebäudeteile sind allerdings erst später entstanden. Der Chor stammt von 1390 bis 1392, das Kirchenschiff aus dem 15. Jahrhundert.
1331 bis 1443 war die Kirche nicht selbständig, sondern von St Martin, Coney Street abhängig. 1548 war zunächst eine Vereinigung mit All Saints (in the Marsh), Peasholme Green geplant, die jedoch nicht zustande kam, so dass die Gemeinde schließlich 1586 mit S Saviour, St Saviourgate vereint wurde.
Mitte des 16. Jahrhunderts wurde die Nutzung als Kirche aufgegeben. Anlass war ein Gesetz von 1547, das es der Corporation of York ermöglichte, die Zahl der Kirchen von ca. 40 auf 25 zu reduzieren. Im Zuge dessen wurden viele Kirchengebäude geschleift, um das Baumaterial und Blei anderweitig verwenden zu können. St Andrew wurde 1559 endgültig geschlossen. Danach soll ein Teil als Stall genutzt worden sein, während sich im übrigen Gebäude ein Bordell befunden haben soll. Im 19. Jahrhundert beherbergte das Gebäude dann einen Teil der St Peter’s School. Der zerstörte Chor wurde abgetrennt und im 19. Jahrhundert in ein Cottage (Wohnhaus) umgewandelt. Seit 1924 wird die Kirche, die von außen nicht mehr als solche zu erkennen ist, als Versammlungshaus der  open Plymouth Brethren, einer freikirchlichen Gemeinde der Brüderbewegung genutzt.

## Architektur
Das Kirchengebäude ist aus Kalk- und Sandsteinquadern gemauert und vielfach mit neuzeitlichen Backsteinen ergänzt. Der Bogen, der ursprünglich das Hauptschiff mit dem Chor verbunden hatte und zwischenzeitlich zugemauert worden war, ist Ende des 20. Jahrhunderts wieder geöffnet worden. Die Kirche besteht damit heute aus einem Kirchenraum ohne Seitenschiffe mit einem kleinen Chorraum. Ein mittelalterliches Fenster im Perpendicular Style ist erhalten sowie die Holzbalkendecke aus dem 15. Jahrhundert und der hölzerne Unterbau des ehemals vorhandenen Glockenturms am westlichen Ende des Kirchendaches.